# جوزيف ديجاك
جوزيف ديجاك (بالفرنسية: Joseph Déjacque)‏ (بالفرنسية: [deʒak]؛ 27 ديسمبر 1821، باريس 1864، باريس) هو فيلسوف وكاتب وشاعر قديم في مدرسة الفلسفة الأناركو-شيوعية. كان ديجاك أول شخص مسجل يستخدم لنفسه مصطلح «التحرري» (بالفرنسية: ليبرتاير) بالمعنى السياسي في رسالة كتبها عام 1857، منتقدًا فيها بيير-جوزيف برودون بسبب آرائه المتحيزة جنسياً حول النساء ودعمه للملكية الفردية لمنتج العمل واقتصاد السوق قائلاً: «ليس للعامل الحق في تلبية احتياجاته كنتيجة لحصيلة عمله وإنّما لكي يرضي هذه الحاجات مهما كانت طبيعتها».

## الحياة
سُمع بديجاك لأول مرة عندما قُبض عليه كجزء من الاضطرابات الثورية في فرنسا في عام 1848. سُجن لفترة من الوقت بسبب التحريض الاشتراكي، أُطلق سراحه ولكن أُعيد اعتقاله في عام 1851، وحُكم عليه بالسجن لمدة عامين بسبب مجموعة قصائده ليه لازاريين، والخرافات والقصائد الاجتماعية، مع عقوبة إضافية مقدارها 2000 فرنك. هرب إلى لندن في وقت قريب من انقلاب 2 ديسمبر 1851. نشر عندما كان في جيرسي بين عامي 1852 و1853 «السؤال الثوري»، وهو شرح تفسيري لنظرية اللاسلطوية (أو الفوضوية).
أثناء إقامته في نيو أورليانز من 1856 إلى 1858، كتب عمله الشهير المناصر للاسلطوية وهو «يوتوبيا عالم البشر، اليوتوبيا الفاضلة» ولكنه لم يستطع العثور على ناشر. وعند عودته إلى نيويورك، تمكن من نشر كتابه على نحو متسلسل في مجلة لُو ليبرتير الدورية للحركة الاجتماعية. نُشر في 27 عدداً من 9 يونيو 1858 إلى 4 فبراير 1861، وكانت لُو ليبرتير أول مجلة لاسلطوية شيوعية تنشر في أمريكا. كانت هذه أول مجلة لاسلطوية تستخدم مصطلح «التحرري». من بين العديد من المقالات حول الثورة والأحداث السياسية الحالية في كل من فرنسا والولايات المتحدة الأمريكية، هاجم ديجاك شنق جون براون بعد الغارة على هاربرز فيري ونشر المعلومات بهدف إلغاء العقوبة. انتهت إقامته في نيويورك عندما نفدت فرص عمله بسبب الركود الاقتصادي الناجم عن اندلاع الحرب الأهلية الأمريكية. عاد إلى لندن ثم إلى باريس بعد العفو العام، حيث توفي بعد بضع سنوات بسبب الفقر المدقع.

## الفلسفة الاجتماعية
يمكن أن تُرى كتابات ديجاك على أنّها «حتى تأسيس الشيوعية اللاسلطوية المزعومة بشكل صحيح، معبرةً بطريقة مترابطة عن الشيوعية الراديكالية التي ظهرت في فرنسا منذ أربعينيات القرن التاسع عشر كتملّك خطير للفوريرية والأوينيزية والبابوفيمية الجديدة. كان عمل ديجاك اختباراً لحدود ثورة 1848 وأسباب فشلها، طُوّر عمله حول رفض لأمرين: الدولة، حتى لو كانت «ثورية»، ونظرية السيطرة الجماعية من النوع البرودوني. أُعيد تشكيل شيوعية ديجاك بطريقة سعت إلى التحرر بثبات من العقيدة والطائفية ومركزية الدولة التي أظهرها أشخاص من أمثال كابيت ولا فراتيرنتي في عام 1845. قال ديجاك: «الحرية! والتي أُسيء استخدامها ضد المجتمع، ويصحّ القول هنا إنّ بعض المدارس الشيوعية كانت رديئة.»

### شيوعية ديجاك المناهضة للاستبداد
رفض ديجاك «البلانكية» والتي كانت قائمة على التقسيم بين «تلاميذ مهندس الشعب العظيم» و«القطيع السوقي»، وعارض بشكل متساوٍ جميع المتغيرات الجمهوريانية الاجتماعية وديكتاتورية الرجل الواحد وديكتاتورية العباقرة الصغار للبروليتاريا. فيما يتعلق بهذه الأخيرة، كتب ما يلي: «من المؤكد أن لجنة دكتاتورية مؤلفة من العمال هي الأكثر غروراً وغير كفؤة، وهي بذلك أكثر شيء معادٍ للثورة... (من الأفضل أن يكون هناك أعداء مشكوك بهم في السلطة أكثر من أصدقاء مشكوك بهم). رأى «المبادرة الفوضوية» و«الإرادة المنطقية» و«الحكم الذاتي لكل منهما» كشروط للثورة الاجتماعية للبروليتاريا، وكان التعبير الأول عن ذلك حواجز يونيو 1848. من وجهة نظر ديجاك، فإن الحكومة الناتجة عن الانتفاضة (أو التمرد) أبقت قيوداً رجعية على المبادرة الحرة للبروليتاريا، أو لا يمكن بالأحرى لهذه المبادرة الحرة أن تنشأ وتتطور إلا من خلال تخليص الجماهير لنفسها من «التحيزات الاستبدادية» والتي بواسطتها تستعيد الدولة نفسها في وظيفتها الأساسية المتمثلة في التمثيل والتفويض، كتب ديجاك الجملة التالية: «من خلال الحكومة تكون كل التفويضات وكل سلطة خارج الشعب»، والتي يجب استبدالها بطريقة تتيح للناس أن يملكوا سيادتهم بشكل مباشر أو ما يعرف بـ «المجتمع المنظم». بالنسبة لديجاك، فإن اليوتوبيا الفوضوية الشيوعية ستشغل وظيفة تحريض كل بروليتاري على استكشاف إمكاناته البشرية، بالإضافة إلى تصحيح جهل البروليتاريين فيما يتعلق بـ «العلوم الاجتماعية».
اعتقد أيضاً أن «الحكومة والدين والملكية والأسرة جميعها مرتبطة ببعضها، وكلها متزامنة». وبالتالي كان مضمون الثورة الاجتماعية إلغاء جميع الحكومات والأديان والأسرة القائمة على الزواج وسلطة الوالدين والزوج والميراث.
وضع ديجاك حالته المقترحة على النحو التالي: «هي الحالة التي سيكون لكل شخص الحرية في الإنتاج والاستهلاك بإراداتهم ووفقاً لخيالهم، دون الاضطرار إلى استعمال أو الخضوع لأي سيطرة من أي نوع على أي شيء؛ حيث التوازن بين الإنتاج والاستهلاك سيثبت نفسه، لم يعد التوازن بالاحتجاز الوقائي والتعسفي على أيدي بعض الجماعات أو غيرها، ولكن من خلال حرية تداول الهيئات واحتياجات كل منهما».

### الجدال مع بيير جوزيف برودون
انتقد ديجاك الأناركي الفرنسي المناصر للتبادلية (أو التقايض) بيير جوزيف برودون باعتباره «النسخة البرودونية للاشتراكية الريكاردية والتي تركز على مكافأة قوة العمل ومشكلة قيمة التبادل. في كتابه مع برودون حول تحرير المرأة، حث ديجاك برودون على المضي قدماً «بقدر المستطاع فيما يتعلق بإلغاء العقد وليس إلغاء رأس المال فقط، ولكن أيضاً إلغاء الملكية والسلطة بجميع أشكالهما» ودحض المنطق التجاري والأجور بطلب «مكافأة عادلة» مقابل «العمل» (قوة العمل). سأل ديجاك: «هل يكون حقي في الطلب، وفقاً لقدرتي العرضية على الإنتاج، وما الذي يحق لي الحصول عليه؟» الإجابة التي قدمها ديجاك على هذا السؤال لا لبس فيها: «ليس للعامل الحق في تلبية احتياجاته نتيجةً لحصيلة عمله وإنّما لكي يرضي هذه الحاجات مهما كانت طبيعتها». بالنسبة لديجاك من ناحية أخرى، فإنّ الحالة الاشتراكية الكتيبة «دون أي تسلسل هرمي، دون أي سلطة» باستثناء سلطة «كتاب الإحصائيات» تتوافق مع «التبادل الطبيعي»، على سبيل المثال: «حرية غير محدودة لجميع عمليات الإنتاج والاستهلاك وإلغاء أي علامة على الملكية الزراعية أو الفردية أو الفنية أو العلمية وتدمير أي ملكية فردية لمنتجات العمل وإلغاء تنفيذ واجبات الملك والحرمان من كسب الأرباح على رأس المال اليدوي والفكري ورسملة رأس المال في الآلات والتجارة والمباني.»

### العمل الجذاب والعالم الإنساني
دعا ديجاك إلى تحويل العمل إلى عمل جذّاب كشرط لوجود المجتمع: إن تنظيم العمل الجذاب بمجموعات من شأنه أن يحل محل المنافسة المالتوسية والعمل البغيض. لم يكن هذا التنظيم شيئاً خارجياً للنشاط المُنتِج. كانت الأنثروبولوجيا الشيوعية لديجاك تستند إلى تحرير الاحتياجات، بما في ذلك الحاجة إلى العمل على العالم والطبيعة، ولم تميز بين الضرورات الطبيعية التقنية والغايات البشرية. استُعيرت مفرداتها من تشارلز فوريير (الانسجام والعواطف والمجموعات وما إلى ذلك) واستهدفت أنثروبولوجيا ديجاك مجتمع الأنشطة أكثر من النشر المنظم للقوة العاملة: تُجنّد مختلف مجموعات العمل على أساس تطوعي، مثل الرجال على الحواجز، ولهم الحرية الكاملة في البقاء هناك طالما أرادوا، أو الانتقال إلى مجموعة أو حاجز آخر. في عمل هيومانيسفير (أو العالم الإنساني) لديجاك، لم يكن هناك أي ساعات عمل أو مجموعات إلزامية، إذ يمكن أن يتم العمل بشكل منفرد أو غير ذلك... فيما يتعلق بتقسيم العمل، اقترح ديجاك إلغاءه بطريقة مبتكرة؛ دعا إلى عملية مقلوبة (أو متبادلة) عن تكامل الأرستقراطية (أو بالأحرى مع المثقفين الأرستقراطيين) والبروليتاريا، إذ يتجاوز كل منها بذلك التطور الفكري أو اليدوي أحادي الجانب.